# Joe le taxi
Joe le taxi ist ein im April 1987 veröffentlichtes Lied von Vanessa Paradis und eine Singleauskopplung ihres im August 1988 veröffentlichten Debütalbums M&J. Der von Étienne Roda-Gil und Franck Langolff geschriebene Song mit dem Rhythmus Cha-Cha-Cha stand elf Wochen auf Platz eins der französischen Charts und wurde auch außerhalb Frankreichs erfolgreich. Es blieb das bekannteste Lied der bei Veröffentlichung erst vierzehnjährigen Paradis.

## Inhalt
Joe le taxi handelt von einem aus Portugal stammenden Taxifahrer namens Joe, der wegen der Estado Novo nach Frankreich geflohen war und nun in Paris arbeitet. Der Liedtext beschreibt, dass Joe alle wichtigen Orte und Bars der Stadt kennen würde, gerne Rum trinkt, Lateinamerikanische Musik liebt und selbst ein Saxophon besitzt. Der Text erwähnt zudem die bekannten lateinamerikanischen Musiker Xavier Cugat und Yma Sumac.

## Chartplatzierungen
Der bereits 1986 in einem Studio in Rueil-Malmaison aufgenommene Song stieg auf Platz 21 in die französischen Charts ein, ehe er in der vierten Woche zum Nummer-eins-Hit wurde und insgesamt elf Wochen auf dieser Position verblieb. Weitere Top-10-Platzierungen hatte das Lied unter anderem in Belgien (Platz 8), Irland (Platz 2), Norwegen (Platz 5), Schweden (Platz 7), dem Vereinigten Königreich (Platz 3) sowie in der Bundesrepublik Deutschland, wo es den 8. Platz erreichte.

## Musikvideo
Das unter der Regie von Jean-Sébastien Deligny gedrehte und 1987 veröffentlichte Musikvideo zu Joe le taxi zeigt zunächst Joe in seinem Taxi (einem Chevrolet Nova der ersten Generation) durch die nächtliche Stadt fahren und neben einem Fahrgast anhalten, ehe das Bild auf die neben einem baugleichen Taxi singende und tanzende Vanessa Paradis wechselt. Im Hintergrund sind Schwarz-Weiß-Aufnahmen der Taxifahrt sowie die Schatten zweier Saxophonspieler zu sehen. Das Video endet mit einem weiteren Blick auf Joe in seinem Taxi.
Ein alternatives, weniger bekanntes Musikvideo zeigt Vanessa Paradis auf einem blauen Jeep sitzend, der von Joe durch Martinique gefahren wird.

## Weitere Fassungen und Coverversionen
Neben der Singleversion wurde eine Langfassung von Joe le taxi mit fünfeinhalb Minuten Länge veröffentlicht. Zur Veröffentlichung des Songs in Südamerika und Spanien im April 1988 sang Vanessa Paradis eine spanischsprachige Fassung namens Joe el taxi ein.
Coverversionen von Joe le taxi erschienen 1999 von Stereo Total, 2002 von Hanayo (die damit in Frankreich Platz 94 der Charts erreichte) sowie 2010 von The Divine Comedy. Weitere Cover entstanden unter anderem von diversen japanischen Musikern in Originalfassung sowie mit japanischen Texten. Eine portugiesische Version unter dem Titel Vou de Táxi wurde für die Musikerin und Moderatorin Angélica Ksyvickis zu einem erfolgreichen Radiohit in Brasilien. Die Hongkong-chinesische Sängerin Priscilla Chan nahm eine Coverversion auf Kantonesisch auf.